# Armadale (Skye)
Armadale (Schots-Gaelisch: Armadail) is een dorp in de Schotse lieutenancy Ross and Cromarty in het raadsgebied Highland op het eiland Skye. Vanaf Armadale vertrekt de veerboot naar Mallaig, op het Schotse vasteland.
In het dorp is Armadale Castle gelegen.